# هراونج
هراونج (بالفارسية: هراونج) هي قرية تقع في قسم زيبد الريفي في إيران. يقدر عدد سكانها بـ 48 نسمة بحسب إحصاء 2016.